# Carlos Cristiano, Príncipe de Nassau-Weilburg
Carlos Cristiano, Príncipe de Nassau-Weilburg (16 de janeiro de 1735 - 28 de novembro de 1788) foi o último conde de Nassau-Weilburg, um território que foi elevado a principado em 1753 e que Carlos governou até à sua morte em 1788.

## Família
Carlos Cristiano foi o segundo filho e único varão do príncipe Carlos Augusto de Nassau-Weilburg e da princesa Augusta Frederica de Nassau-Idstein. Os seus avós paternos eram o príncipe João Ernesto de Nassau-Weilburg e a condessa Maria Polyxena de Leiningen-Hartenburg. Os seus avós maternos eram o príncipe Jorge de Nassau-Idstein e a princesa Henriqueta Doroteia de Oettingen.

## Casamento e descendência
Carlos casou-se no dia 5 de Maio de 1760 com a princesa Carolina de Orange-Nassau. Tiveram quinze filhos:
- Jorge Guilherme de Nassau-Weilburg (Haia, 18 de dezembro de 1760 - Honselersdijk, 27 de maio de 1762)
- Carlos Guilherme de Nassau-Weilburg (Haia, 12 de dezembro de 1761 - Kirchheim[desambiguação necessária], c. 16/26 de abril de 1770)
- Augusta Carolina de Nassau-Weilburg (Haia, 5 de fevereiro de 1764 - Weilburg, 25 de janeiro de 1802).
- Luísa Guilhermina de Nassau-Weilburg, depois de Nassau (Haia, 28 de setembro de 1765 - Greiz, 10 de outubro de 1837), casou em Kirchheim, em 9 de janeiro de 1786, com Henrique XIII de Greiz.
- Filha natimorta (21 de outubro de 1767)
- Frederico Guilherme, Duque de Nassau (25 de outubro de 1768, Haia - 9 de janeiro de 1816).
- Carolina Frederica Luísa de Nassau-Weilburg, depois de Nassau (Kirchheim, 14 de fevereiro de 1770 - Wiesbaden, 8 de julho de 1828), casou em Kirchheim, em 4 de setembro de 1787, com Carlos de Wied.
- Carlos Leopoldo de Nassau-Weilburg (Kirchheim, 19 de julho de 1772 - Kirchheim, 27 de julho de 1772).
- Carlos Guilherme Frederico de Nassau-Weilburg, depois de Nassau (Kirchheim, 1 de maio de 1775 - Weilburg, 11 de maio de 1807), solteiro e sem descendência.
- Luísa Guilhermina Carlota Amália de Nassau-Weilburg, depois de Nassau (Kirchheim, 7 de agosto de 1776 - Schaumburg, 19 de fevereiro de 1841), casou pela primeira vez em Weilburg, em 29 de outubro de 1793, com Vitor II, Príncipe de Anhalt-Bernburg-Schaumburg-Hoym, e teve descendência, e casou pela segunda vez em Schaumburg, em 15 de fevereiro de 1813, Frederico Stein-Liebenstein de Barchfeld, e teve descendência.
- Henriqueta de Nassau-Weilburg, depois de Nassau (22 de abril de 1780 - 2 de janeiro de 1857). Casou com o duque Luís de Württemberg.
- Carlos de Nassau-Weilburg (1784 - pouco depois)
- Três crianças natimortas (1778, 1779, 1785)